# Copa Sendai de 2004
A Copa Sendai de 2004 foi a 2ª edição dessa competição organizada pela Japan Football Association (JFA), para jogadores com até 19 anos de idade. Realizou-se entre os dias 18 e 23 de setembro na cidade de Sendai, no Japão. Todos os jogos foram disputados no Sendai Stadium.
A Itália sagrou-se campeão após acumular o maior número de pontos entre as quatro participantes. O Brasil ficou com o vice-campeonato, a Seleção da Região de Tohoku com o terceiro lugar e o Japão com o quarto lugar.

## Regulamento
A Copa Sendai é disputada por 4 seleções. Todos os times jogam entre si uma única vez. Será declarado campeão o time que obtiver o maior número de pontos após as 3 rodadas.

### Critérios de desempate
Caso haja empate de pontos entre dois ou mais equipes, os critérios de desempates serão aplicados na seguinte ordem:
1. Número de vitórias;
2. Saldo de gols;
3. Gols marcados;
4. Confronto direto;
5. Número de cartões vermelhos;
6. Número de cartões amarelos.

## Equipes participantes
| Equipe | Confederação | Títulos  |
| ------ | ------------ | -------- |
| Brasil | CONMEBOL     | 1 (2003) |
| Itália | UEFA         | ---      |
| Japão  | AFC          | ---      |
| Tohoku | JFA          | ---      |

## Jogos

### Primeira Rodada
| 18 de setembro de 2004 | Brasil         | 1 x 1  | Japão              | Sendai Stadium, Sendai                  |
| 13h00 (UTC+9)          | João Diego 35' | Súmula | 54' Jun Yanagisawa | Público: 5,036 Árbitro: Shiokawa Takuzi |

| 18 de setembro de 2004 | Itália                                 | 2 x 0  | Tohoku | Sendai Stadium, Sendai                  |
| 15h30 (UTC+9)          | Raffaele Perna 23' · Valerio Virga 54' | Súmula |        | Público: 5,323 Árbitro: Yoshi Taka Oumi |

### Segunda Rodada
| 20 de setembro de 2004 | Brasil                                                                                                   | 6 x 0  | Tohoku | Sendai Stadium, Sendai               |
| 13h00 (UTC+9)          | Gol-contra 14' · João Diego 32' · Luiz Adriano 50' · Gol-contra 72' · Rincón 78' · Eduardo Ratinho 90+1' | Súmula |        | Público: 5,237 Árbitro: Hideaki Sato |

| 20 de setembro de 2004 | Itália                                    | 3 x 2  | Japão                                    | Sendai Stadium, Sendai                         |
| 15h30 (UTC+9)          | Rej Volpato 30', 41' · Raffaele Perna 33' | Súmula | 45+1' Jun Yanagisawa · 70' Mike Havenaar | Público: 5,711 Árbitro: Takashi Yoshi Takayama |

### Terceira Rodada
| 23 de setembro de 2004 | Japão                                               | 3 x 4  | Tohoku                                                                | Sendai Stadium, Sendai                  |
| 12h30 (UTC+9)          | Yuji Oe 14' · Mike Havenaar 18' · Shinzo Koroki 63' | Súmula | 5' Goshi Okubo · 43' Endou Naoto · 50' Yuki Kotera · 84' Yasushi Endo | Público: 6,025 Árbitro: Takeda Yukinobu |

| 23 de setembro de 2004 | Brasil | 0 x 1  | Itália             | Sendai Stadium, Sendai                   |
| 15h00 (UTC+9)          |        | Súmula | Raffaele Perna 72' | Público: 6,849 Árbitro: Yuichi Nishimura |

## Classificação
| Pos. | Time   | Pts | J | V | E | D | GP | GC | SG |
| ---- | ------ | --- | - | - | - | - | -- | -- | -- |
| 1    | Itália | 9   | 3 | 3 | 0 | 0 | 6  | 2  | +4 |
| 2    | Brasil | 4   | 3 | 1 | 1 | 1 | 7  | 2  | +5 |
| 3    | Tohoku | 3   | 3 | 1 | 0 | 2 | 4  | 11 | -7 |
| 4    | Japão  | 1   | 3 | 0 | 1 | 2 | 4  | 11 | -7 |

## Premiação
| Copa Sendai de 2004         |
| Seleção Italiana de Futebol |
| --------------------------- |
| ITÁLIA Campeão (1º título)  |

## Artilharia
Atualizado em 16 de setembro às 12:30 UTC-3
| Gols | Jogador        |
| ---- | -------------- |
| 3    | Raffaele Perna |
| 2    | João Diego     |
| 2    | Jun Yanagisawa |
| 2    | Mike Havenaar  |